# The Definitive Collection (Santana)
The Definitive Collection é uma coletânea musical lançada em 1992 pela banda americana Santana.

## Faixas

### Disco um
1. "Jin-Go-Lo-Ba"
2. "Evil Ways"
3. "Soul Sacrifice"
4. "Black Magic Woman/Gypsy Queen"
5. "Oye Como Va"
6. "Samba Pa Ti"
7. "Everybody's Everything"
8. "Song of the Wind"
9. "Let the Children Play"
10. "Europa (Earth's Cry Heaven's Smile)"
11. "She's Not There"
12. "I'll Be Waiting"
13. "Well...All Right"
14. "Hold On"
15. "They All Went to Mexico"
16. "Say It Again"

### Disco dois
1. "Hope You're Feeling Better"
2. "No One to Depend On"
3. "Stone Flower"
4. "One Chain (Don't Make No Prison)"
5. "Winning"
6. "Nowhere to Run"